# Puzzlejuice
Puzzlejuice — мобильная игра в жанре головоломка, разработанная независимой студией Sirvo в 2012 году для устройств с операционной системой iOS. Игра представляет собой комбинацию Tetris и Боггла. Игроки двигают падающие тетрамино, совмещая их с другими фигурами похожих цветов, которые превращаются в буквы образующие слова, после чего стираются с игрового поля. Игра была разработана командой разработчиков из трёх человек: программиста Ашера Вольмера, художника Грега Вольвенда и композитора Джимми Хинсона.
Игра была выпущена 19 января 2012 года и получила в основном положительные оценки, согласно агрегатору  рецензий Metacritic. Несколько рецензентов отметили трудности, связанные с «жонглированием» тремя игровыми компонентами одновременно.

## Геймплей

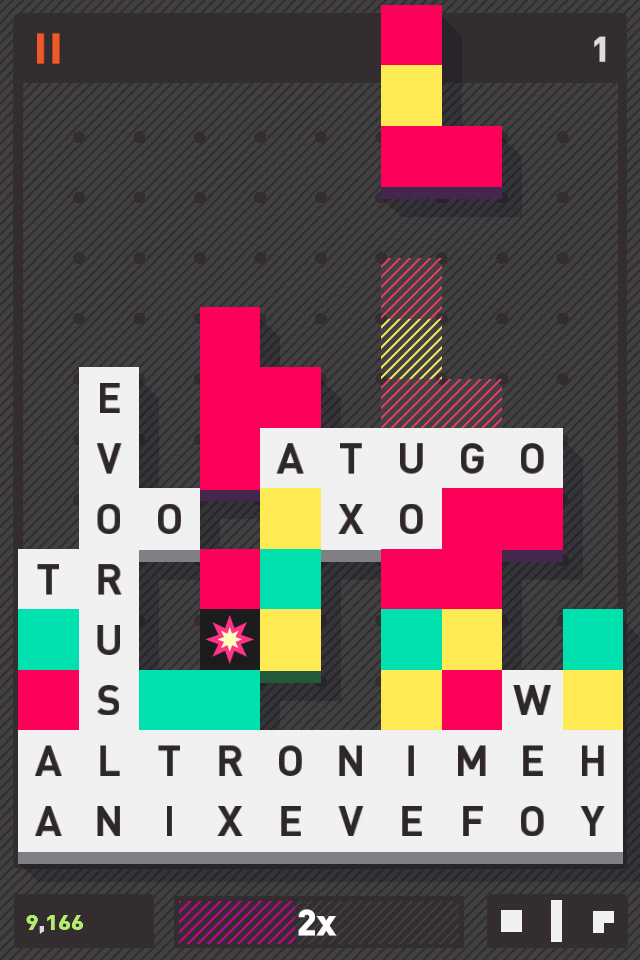
Скриншот геймплея Puzzlejuice

В Puzzlejuice игрок соединяет падающие тетрамино в буквы, а эти буквы в слова. Игрок может нажимать, перетаскивать и переворачивать тетрамино, которые падают с верхней части экрана, и опускает их вниз, когда он будет доволен его положением, а призрачное отображение фигуры помогает игроку увидеть, как она будет располагаться в итоге. Когда игрок завершает сплошной ряд, или организует упавшие фигуры таким образом, чтобы четыре или более одинаковых цветных плиток касались друг друга, тогда цветные плитки превращаются в буквы. Игрок соединяет буквы, чтобы получить слова. Слова большой длины стираются с игрового поля, а вместе с ними стираются прилегающие к ним плитки. Для устройств с небольшим экраном существует режим «картинка в картинке», который увеличивает изображение, чтобы игрок видел, что находится под его пальцем. Некоторые издания сравнили игру с Tetris и Богглом.
Игра предлагает вызовы, в которых игрок мог поучаствовать, в рамках которых ему необходимо в течение нескольких игровых сессий выполнить некоторые задачи, такие как сделать слова из шести букв, или очистить три и более строк одновременно. Это открывает улучшения, которые время от времени предоставляют такие возможности, как приостановка падения тетрамино и удаление плиток с экрана. За одну игру можно антивировать до трёх улучшений.
Цель игры состоит в том, чтобы получить как можно высший счёт. Есть два режима игры: Zen и Core. В режиме Zen установлен 90-секундный лимит времени. В базовом режиме игроки играют до тех пор, пока экран не заполонит неправильно установленные фигуры. Core имеет две трудности. На самой простой сложности достаточно собрать трёхбуквенное слово, а более сложные режимы требуют собирать как минимум пятибуквенные слова. Игровой счёт растёт, когда игроки поддерживают комбо из нескольких слов, собранных подряд, которое сбрасывается, если игроки играет слишком медленно. Результаты загружаются в Game Center.

## Разработка

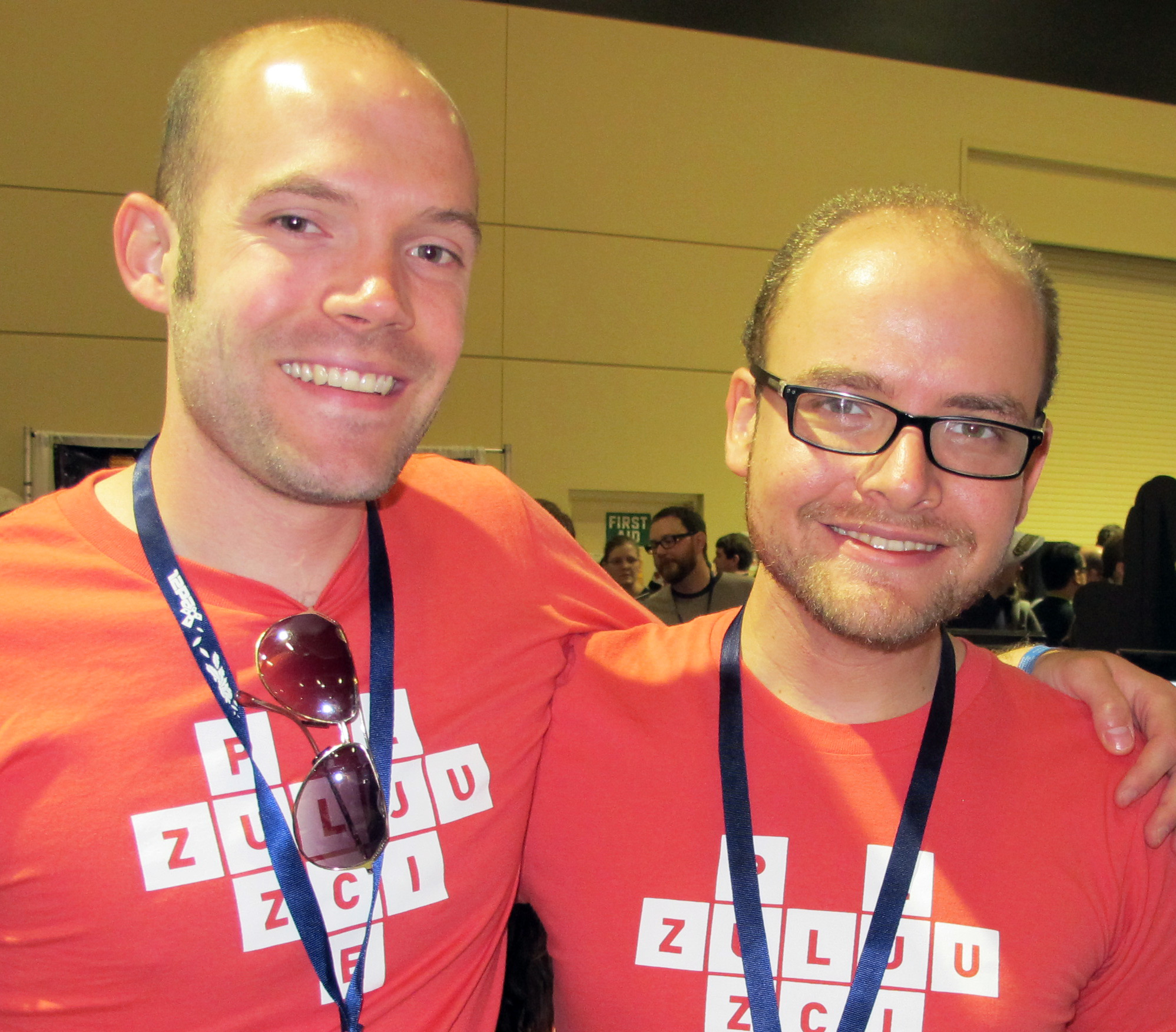
Вольвенд and Вольмер в футболках с логотипом Puzzlejuice показывают игру на PAX 2012

Puzzlejuice разрабатывалась группой разработчиков под названием Collaboratory, которая позже была переименована в Sirvo. Команда из трех человек, в составе которой был программист Ашер Вольмер, художник Грег Вольвенд и композитор Джимми Хинсон. Автором идеи игры стал Вольмер. Позже он обратился к Вольвенду за эстетическими советами, которые привели к электронной почте с веткой из 365 сообщений и конечному продукту. Вольвенд и Вольмер не разговаривали друг с другом ни слова, используя чаты, Gmail, или Twitter на протяжении всего процесса разработки. Когда Puzzlejuice была в разработке, появилась похожая на неё игра — Spelltower, но разработчики Puzzlejuice конечном итоге сочли свою игру достаточно отличающийся и продолжили разработку. В июле 2012 года Puzzlejuice была показана на PAX 10. 19 января 2012 года игра вышла в качестве универсального приложения для iPhone и iPad Ашер Вольмер выразил заинтересованность в запуске игры в Steam Greenlight в августе 2012 года.